# 岩崎家

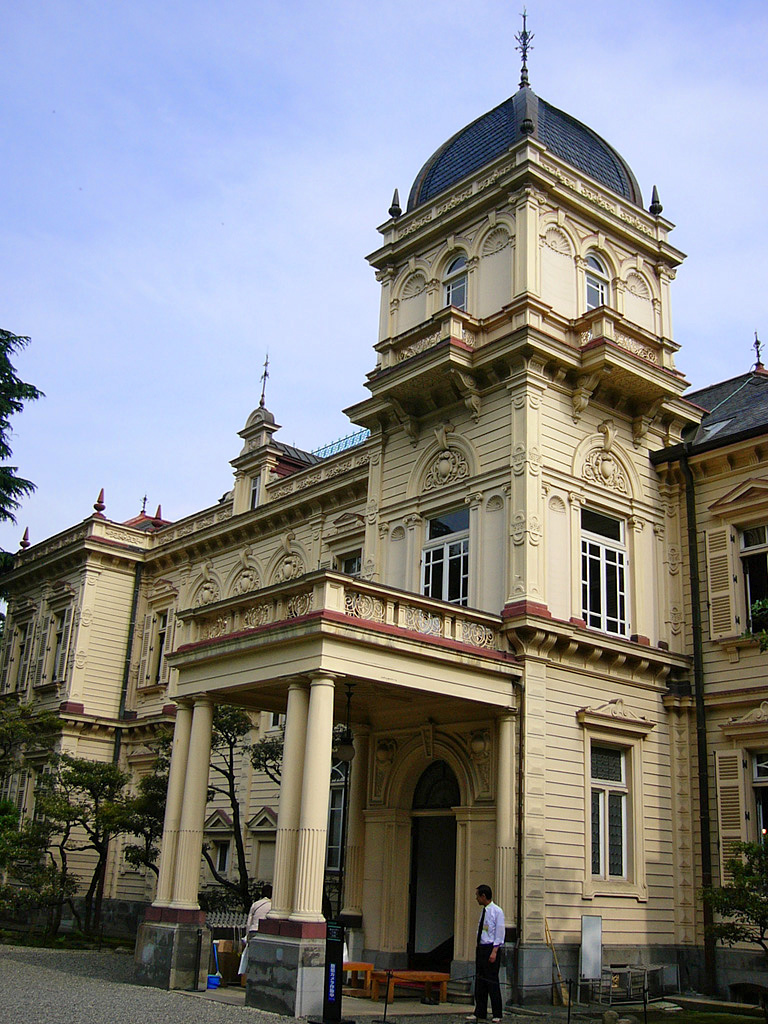
旧岩崎邸

岩崎家（日语：／ Iwasaki-ke */?），指日本三菱财阀的创立者的家族。其始于岩崎弥太郎及其胞弟岩崎弥之助的两个家族。

## 岩崎家起源
岩崎家与传统的三井家、住友家并称日本的三大财阀家族。三井、住友是具有300年以上的御用商人家族，但三菱是由岩崎弥太郎在江户幕府末期和明治时期，利用政商合一，暴富而成的大财阀，其历史比三井家和住友家相对较短。
三菱集团的标志的来由：岩崎家家纹”三重菱形“中的三个菱形，取代了土佐藩主山内氏家纹中的圆形里的三片树叶。。

## 岩崎家與三菱鉛筆的關係人物之間的婚姻、親戚關係
三菱集團與三菱鉛筆雖然都使用相同的名稱以及商標，但資本以及人員毫無關聯。不過岩崎家仍與擔任過眞崎大和鉛筆（三菱鉛筆的前身）的社長、近藤家族以及現在三菱鉛筆的持有者數原家族與三菱財閥的岩崎家族，有間接的婚姻關係。關係如下：岩崎彦弥太的三女・岩崎美智子曾經與擔任過眞崎大和鉛筆（三菱鉛筆的前身）社長的近藤賢二的孫子高島孝之結婚。高島孝之的姪女，高島美砂子（高島孝之的哥哥，高島信之的二女兒）與鉄鋼ビルディング取締役・増岡隆一（前増岡組社長・増岡重昂的長男）結婚。増岡隆一的姊姊，增岡真理子（政治家・増岡博之的二女兒）與現任三菱鉛筆社長・数原英一郎結婚。

## 关联条目
- 旧岩崎邸庭园 - 旧岩崎家茅町本邸
- 殿谷戸庭園 - 旧岩崎家別邸
- 清澄庭園 - 岩崎家深川別邸跡
- 六義園 - 岩崎家駒込別邸跡
- 国際文化会館 - 岩崎家鳥居坂別邸跡
- 開東閣 - 旧岩崎弥之助家高輪本邸・非公開